# Ана (ера)
Ана (安和) је јапанска ера (ненко) која је настала после Кохо и пре Тенроку ере. Временски је трајала од августа 968. до марта 970. године и припадала је Хејан периоду. Владајући монарх био је Реизеи.

## Важнији догађаји Ана ере
- 968. (Ана 1, шести месец): Фуџивара но Санејори (藤原実頼) добија титулу кампаку (саветника).[3]
- 26. октобар 968. (Ана 1, двадесетшести дан десетог месеца): Рађа се будући цар Казан.[4]
- 969. (Ана 2, десети месец): Дворски садаиџин Фуџивара но Моротада (藤原師尹) умире.[5]
- 969. (Ана 2, дванаести месец): Дворски кампаку Санејори слави свој 70 рођендан.[5]
- 969. (Ана 2): Настаје Ана инцидент (Анна но хен)[6]